# Fétizon-Oxidation
Die Fétizon-Oxidation ist eine Namensreaktion in der Organischen Chemie, welche 1968 erstmals von Marcel Fétizon und Michel Golfier vorgestellt und nach Fétizon benannt wurde. Sie beschreibt eine milde Oxidation von Alkoholen zu Carbonylverbindungen.

## Übersichtsreaktion
Bei der Reaktion wird Silbercarbonat auf  Kieselgur als Oxidationsmittel verwendet. Bei Silbercarbonat auf Kieselgur auch vom Fétizon-Reagenz gesprochen. Dieses ist ein milderes Oxidationsmittel als zum Beispiel Silberoxid.
Häufig werden 1,4-Diole, 1,5-Diole und Lactole zu Lactonen oxidiert. In diesem Fall wird auch von der Fétizon-Cyclisierung gesprochen.

## Reaktionsmechanismus
Zu Beginn  findet ein nucleophiler Angriff 1 auf eines der Silberatome des Silbercarbonats statt, wodurch das angreifende Sauerstoffatom eine positive und das abgebende Sauerstoffatom eine negative Ladung erhält. Anschließend wird durch das negativ geladene Sauerstoffatom das positiv geladene Sauerstoffatom deprotoniert 2, wodurch beide wieder neutral geladen sind. Dieser Vorgang wiederholt sich mit dem Angriff auf das Silberatom und die darauf folgende Deprotonierung. Die entstandene Kohlensäure zerfällt in Wasser und Kohlenstoffdioxid, während gleichzeitig die Silberatome abgespalten werden 3 und das Endprodukt entsteht.

## Modifikation
Diese Reaktion wurde so modifiziert, dass über azeotropische Destillation mit Toluol Wasser entfernt werden kann.

## Anwendung
Die Reaktion hat einen weiten Anwendungsbereich von der Herstellung von Aldehyden, Ketonen, Lactonen, Chinonen und Chinoxalinen.